# Riviera Turca

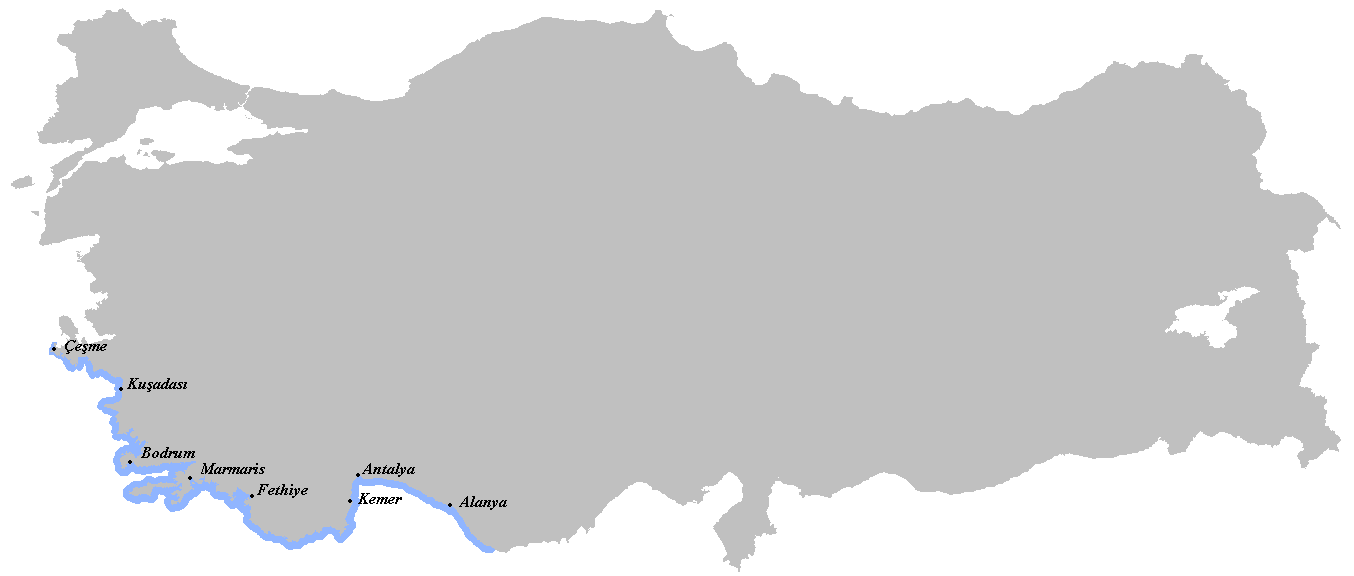
Mapa da Turquia com a localização da Riviera Turca

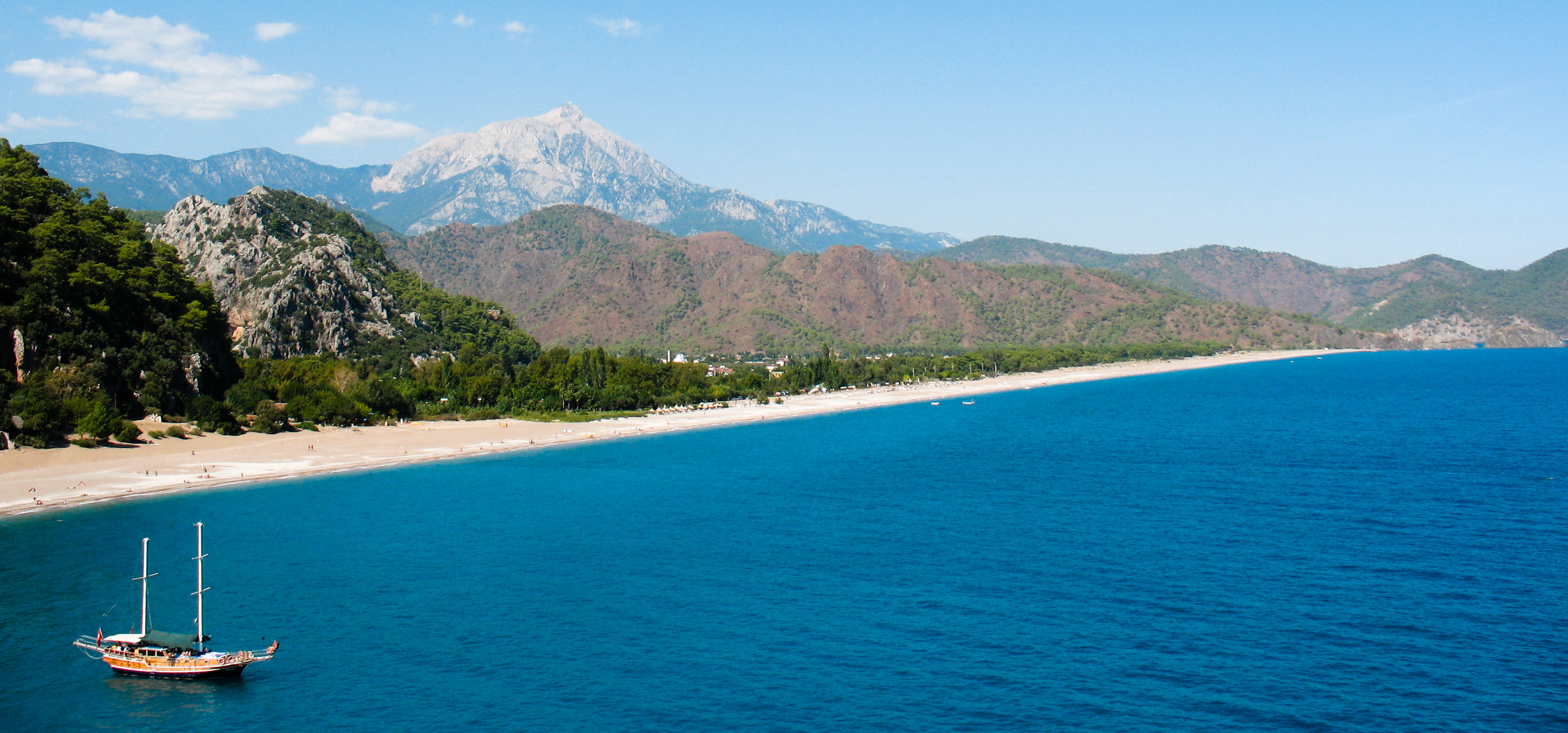
Praia de Olimpos, com uma gulet em primeiro plano

A Riviera Turca é um termo usado para referir uma área costeira no sudoeste e sul-sudoeste da Turquia que, na sua aceção mais lata vai de Çeşme, oeste de Esmirna, até Anamur. Por vezes usa-se outra designação para a mesma região turística: Costa Turquesa, embora na maior parte dos casos essa designação se associe mais à costa da antiga Lícia, a península do sudoeste da província de Antália e, mais raramente, também à costa da província de Muğla.
Em muitos contextos, "Riviera Turca" designa apenas a costa da província de Muğla e a costa da província de Antália a oeste de Alanya. Noutros contextos, o termo apenas se aplica à faixa entre Alanya e as zonas imediatamente a ocidente da cidade de Antália. Na sua aceção mais vasta, a "Riviera Turca" inclui a costa da metade sul da província de Esmirna, a totalidade da costa das províncias de Aidim, Muğla, Antália, e ainda a parte mais ocidental da província de Mersin. Nem toda a literatura turística usa o termo "Riviera Turca", sendo comum que em vez disso alguns dividam a zona em "Costa do Egeu", por sua vez pode ser dividida em duas partes (norte e sul), "Costa Turquesa" e "Costa Mediterrânica" ou "Costa Mediterrânica Oriental", designando estas últimas a zona costeira desde Antália, a oeste, até Mersin, quando não mesmo até à fronteira com a Síria, na província de Hatay, a leste.
A combinação de um clima ameno, água do mar quente, mais de mil quilómetros de costa ao longo do Egeu e do Mediterrâneo, com as altas montanhas cobertas de florestas do Tauro, com neve nos picos mais altos durante o inverno, em alguns locais mergulhando no mar, e inúmeros pontos de interesse natural e histórico, faz desta região um destino turístico muito popular tanto para turcos como para estrangeiros. Entre os inúmeros locais de interesse arqueológico encontram-se dois onde se encontravam duas das "Sete maravilhas do mundo" — o Mausoléu de Halicarnasso, em Halicarnasso (Bodrum), e o Templo de Ártemis, em Éfeso, próximo de Esmirna.

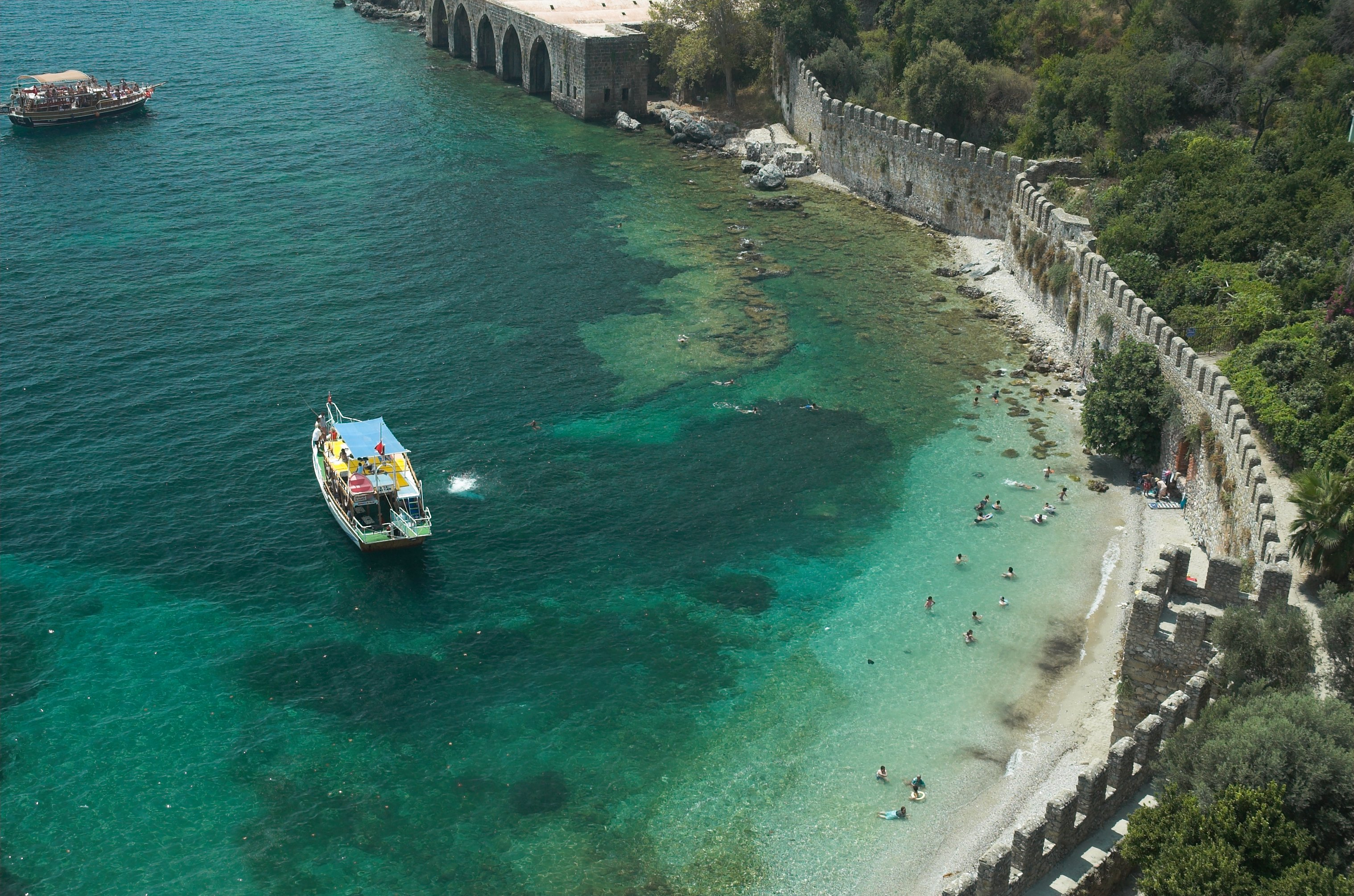
Mar junto às muralhas de Alanya

A região tem um passado histórico muito rico, tanto em factos como em lendas e mitos, estando presente no folclore de muitas culturas ao longo da História. Foi o berço e local de habitação e de passagem numerosas figuras históricas de renome mundial, como estudiosos, santos, guerreiros e reis, além de seres mitológicos. Diz-se que Marco António, o influente político e militar romano escolheu a região como o mais belo presente de casamento para a sua noiva Cleópatra e que os dois teriam passado a lua-de-mel onde hoje é Alanya. São Nicolau, o santo que deu origem à figura do Pai Natal, viveu em Mira, a atual Demre, uma cidade próxima de Antália. Heródoto, considerado o "pai" da História, nasceu em Halicarnasso, a atual Bodrum no século V a.C.. Acredita-se que Yanartaş, um local do  Parque Nacional de Olimpos onde há chamas eternas naturais, numa zona montanhosa vulcânica a ocidente de Antália, perto de Dalyan, seja o monte Quimera, que deu origem ao mito da Quimera, o monstro que expelia fogo e que foi morto por Belerofonte.
A Riviera Turca é também conhecida pelas Viagens Azuis (Blue Voyages) ou Cruzeiros Azuis, cruzeiros de alguns dias feitos em gulets, embarcações à vela cujo nome deriva do termo francês gouëlette (escuna em português). Os cruzeiros têm a duração de alguns dias — tipicamente uma semana — e percorrem a costa da antiga Lícia, parando em pequenas praias quase desertas e outros locais costeiros de grande beleza natural, locais históricos, necrópoles da Antiguidade à beira-mar, etc.

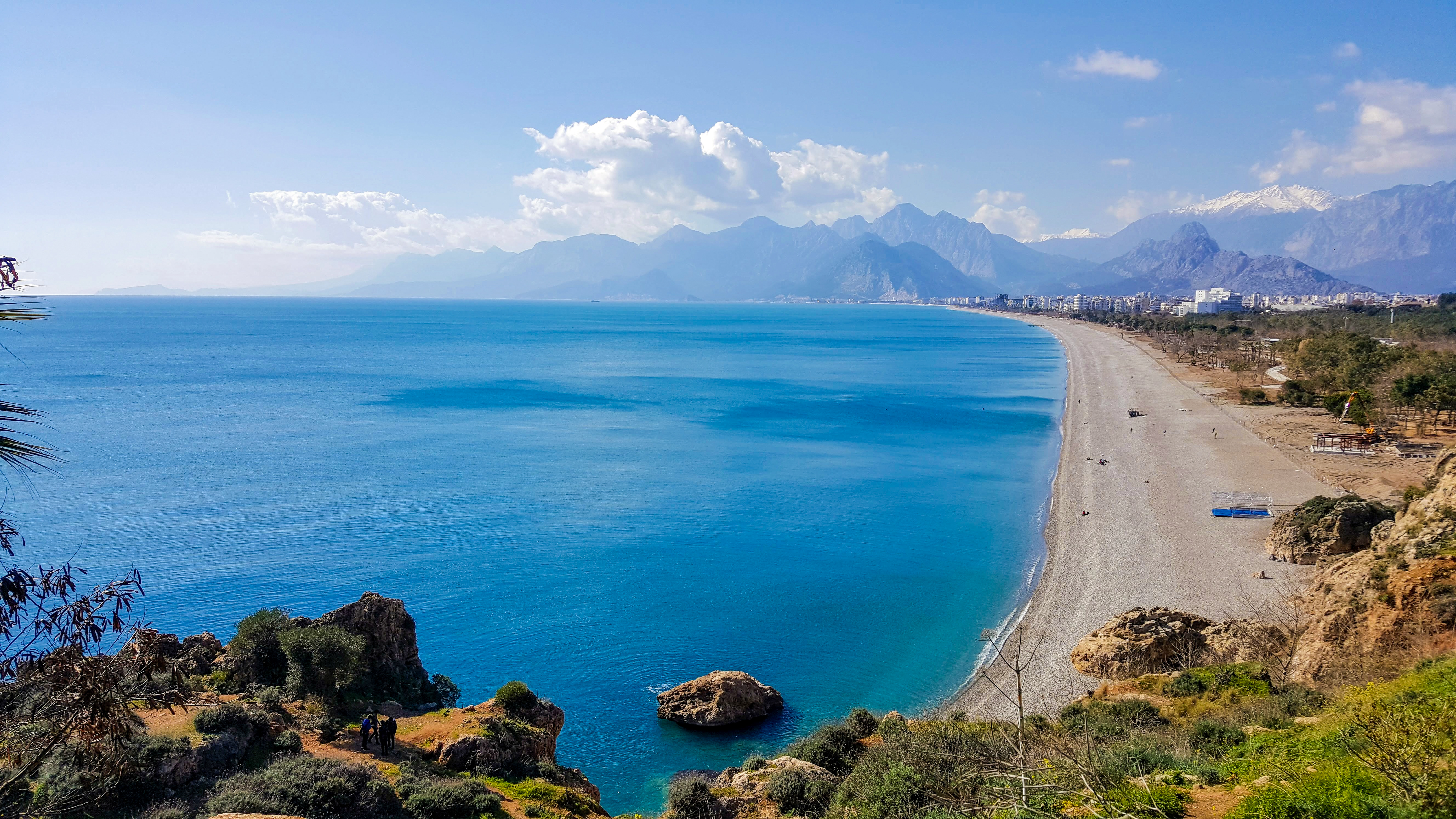
Antália

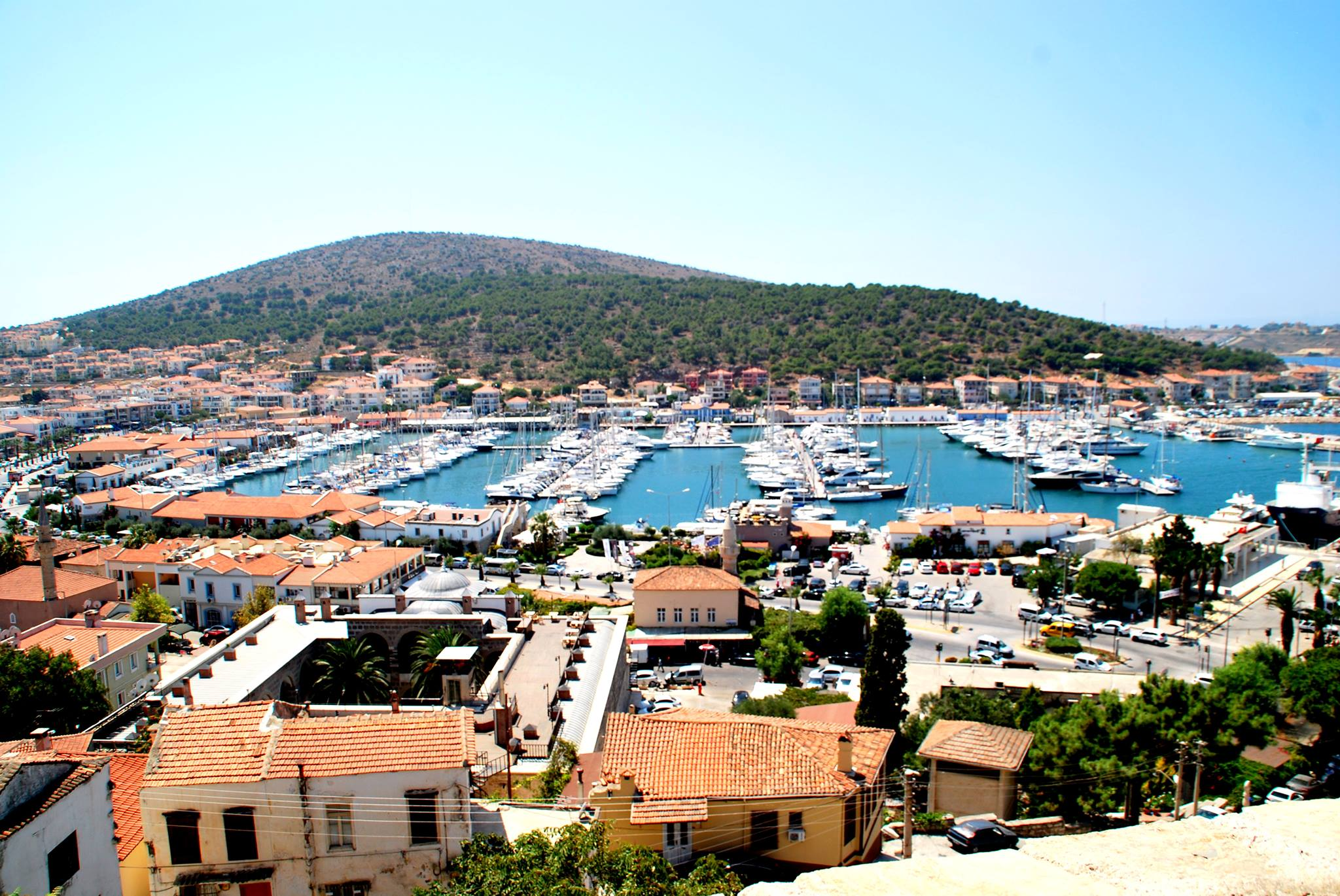
Çeşme

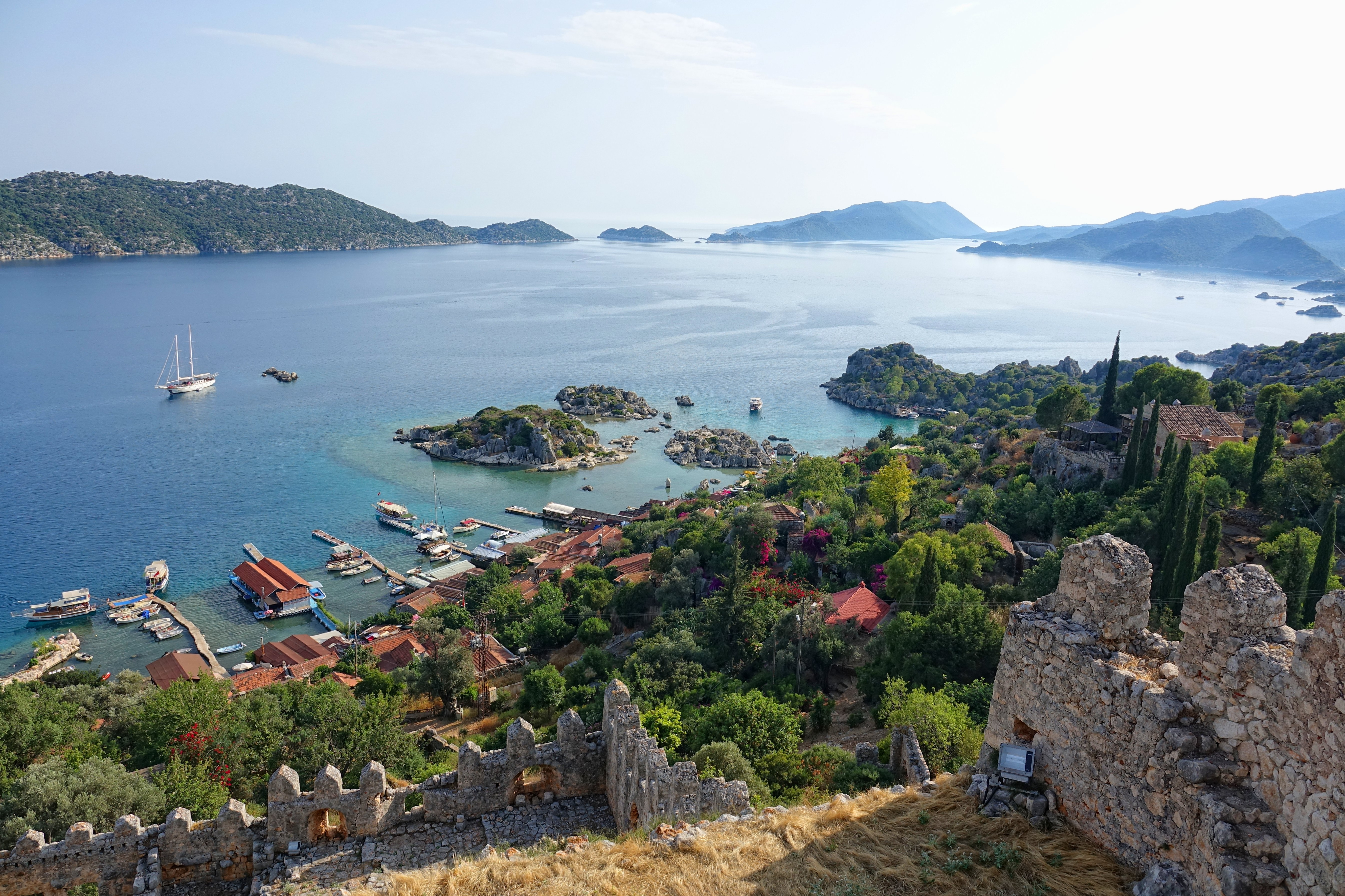
Kekova

## Lugares turísticos
Cidades e locais históricos ao longo da Riviera Turca:
- Alaçatı
- Alânia
- Antália
- Belek
- Bodrum
- Çeşme
- Çıralı
- Dalaman
- Dalyan
- Datça
- Demre
- Didim
- Fethiye
- Finike
- Karaburun
- Kaş
- Kekova
- Kemer
- Köyceğiz
- Kuşadası
- Manavgat
- Marmaris
- Milas
- Mula
- Ölüdeniz
- Olimpo
- Patara
- Sida
- Simena